# Aleksandr Ajiezer
Aleksandr Ilich Ajiézer (en ucraniano: Олександр Ілліч Ахієзер, en ruso: Александр Ильич Ахиезер; 18 de octubre de 1911-4 de mayo de 2000) fue un físico teórico soviético y ucraniano, conocido por sus contribuciones a numerosas ramas de la física teórica, incluida la electrodinámica cuántica, la física nuclear, la física del estado sólido, la teoría cuántica de campos y la teoría del plasma.   Era hermano del matemático Naum Ajiézer.

## Biografía
Ajiézer nació en Cherykaw, Imperio ruso en lo que hoy es la región de Moguilev, Bielorrusia . Estudió ingeniería de radio en el Instituto Politécnico de Kiev entre 1929 – 1934. Desde 1934 trabajó en el Instituto Ucraniano de Física y Tecnología en Járkov. Con Isaak Pomeranchuk y bajo la supervisión de Lev Landáu, estudió la dispersión de luz y obtuvo un doctorado en 1936.
Cuando Landau dejó Járkov en 1938, Ajiézer se convirtió en jefe del departamento de Física Teórica. Un tratado sobre la absorción de ondas en cuasipartículas moduladas le otorgó el título de habilitación en 1941, desde que fue profesor titular en el mismo lugar hasta su muerte a la edad de 89 años.
Con Cyril Sinelnikov y Anton K. Valter fundó la Facultad de Física y Tecnología. Con Pomeranchuk estudió dispersión de neutrones y física del plasma en el instituto de física nuclear Kurchátov de Moscú (1944-1952).

## Premios
- 1949 premio LI Mandelshtam de la Academia de Ciencias de la Unión Soviética
- Premio Pomeranchuk 1998